# Wakkerendijk 102
Wakkerendijk 102 is een gemeentelijk monument aan de Wakkerendijk 72 in Eemnes in de provincie Utrecht. 
De langhuisboerderij werd vermoedelijk gebouwd in de eerste helft van de negentiende eeuw. In 1960 kreeg de boerderij een nieuwe voorgevel. De boerderij is rietgedekt, met aan de noordzijde en brede strook dakpannen. De noordgevel is bij het voorhuis hoger opgetrokken dan bij het achterhuis.